# Goran Ivanišević
Goran Simun Ivanišević (ur. 13 września 1971 w Splicie) – chorwacki tenisista i trener tenisa.
W zawodowym gronie tenisistów zadebiutował w 1988 roku, natomiast ostatni mecz w karierze rozegrał podczas Wimbledonu 2004 przegrywając w 3 rundzie z Lleytonem Hewittem.
Ivanišević w 2001 roku został zwycięzcą Wimbledonu w grze pojedynczej, a w latach 1992, 1994 i 1998 był finalistą tej imprezy. Łącznie w singlu został mistrzem 22 turniejów rangi ATP World Tour z 49 rozegranych finałów. W każdym z turniejów zaliczanych do Wielkiego Szlema dochodził co najmniej do ćwierćfinału. W klasyfikacji ATP najwyżej był na 2. miejscu 4 lipca 1994 roku.
W grze podwójnej tenisista chorwacki jest 2–krotnym finalistą French Open, w latach 1990 i 1999. W sumie wygrał 9 turniejów ATP World Tour w tej konkurencji, a w dalszych 10 przegrał finały. W zestawieniu ATP deblistów najwyżej zajmował 20. pozycję 6 stycznia 1992 roku.
Wielokrotnie w latach 1988–2003 reprezentował Chorwację (wcześniej Jugosławię) w Pucharze Davisa, grając w sumie w 63 meczach i odnosząc 48 zwycięstw.
W 1992 roku zdobył brązowe medale w singlu i deblu na igrzyskach olimpijskich w Barcelonie.
W 2020 został uhonorowany miejscem w Międzynarodowej Tenisowej Galerii Sławy.

## Kariera tenisowa
Kiedy awansował do finału na Wimbledonie 1992, pokonując po drodze m.in. Pete’a Samprasa, stał się w oczach specjalistów kandydatem do wygrania turnieju. Jego gra znakomicie pasowała do nawierzchni trawiastej, co potwierdził już w sezonie 1991 wygraną w Manchesterze. Ivanišević przegrał jednak wimbledoński finał z Andre Agassim, a w kolejnych latach nastąpiła dominacja Samprasa na kortach londyńskich. Dwukrotnie Ivanišević był finałowym przeciwnikiem Samprasa. W finale Wimbledonu 1994 przegrał w trzech setach, a w finale Wimbledonu 1998, w pięciu.
Swego czasu 2. tenisista świata – od sezonu 1998 grał mniej skutecznie. W tymże roku wygrał turniej w Splicie, potem nie dochodził do finałów turniejowych i wydawało się, że jego szansa na wielkoszlemowe zwycięstwo minęła. Ivanišević wypadł z czołowej setki rankingu światowego, kontuzjowane ramię, dzięki któremu w całej karierze zaserwował kilkanaście tysięcy asów, wciąż bolało i wymagało operacji.
W 2001 organizatorzy Wimbledonu przyznali mu za dawne zasługi dziką kartę. Stoczył tam kilka zaciętych spotkań, eliminując kolejno Fredrika Jonssona, Carlosa Moyę, Andy’ego Roddicka, Grega Rusedskiego, Marata Safina i w półfinale Tima Henmana. Odniósł również końcowy sukces, pokonując w pięciu setach Patricka Raftera, stając się pierwszym wielkoszlemowym mistrzem w historii startującym z dziką kartą. Mecz finałowy, ze względu na warunki atmosferyczne, odbył się nie w niedzielę, a w poniedziałek i zakończył się po 5 setach na korzyść Ivaniševicia (9:7 w ostatnim secie dla Chorwata). Na trybunach zasiedli głównie kibice obu tenisistów, co sprawiło, że było kolorowo, niezwykle głośno, z pogwałceniem tradycyjnego kibicowania na Wimbledonie. Dzięki temu triumfowi Ivanišević zagrał w kończącym sezon turnieju ATP Finals, a w rankingu awansował ze 125. na 16. miejsce w klasyfikacji ATP.
Kontuzja uniemożliwiła mu występ w obronie tytułu w kolejnym sezonie, również w 2003 roku zabrakło Ivaniševica na Wimbledonie. Przed turniejem w 2004, nękany od kilku sezonów kontuzjami, zapowiedział, że kończy karierę. Zdołał dotrzeć do 3 rundy, pokonując Michaiła Jużnego oraz Filippo Volandriego. Uległ byłemu mistrzowi Wimbledonu, Lleytonowi Hewittowi.
Goran Ivanišević odniósł 22 turniejowe zwycięstwa w grze pojedynczej, a w dalszych 27 przegrywał w finałach. Wygrywał m.in. znane turnieje, jak Sztokholm (1992), Paryż (hala, 1993), Kitzbühel (1994), Wiedeń (1997). W 1995 roku zdobył Puchar Wielkiego Szlema, a w kolejnym sezonie został finalistą tych zawodów. Kilkakrotnie kwalifikował się do turnieju ATP Finals, 3–krotnie awansując do półfinału.
W grze podwójnej również odnosił sukcesy, wygrywając 9 imprez ATP World Tour, w tym zawody serii ATP Masters Series w Rzymie startując z Omarem Camporese. W 1990 został finalistą French Open w parze z Petrem Kordą. Wynik ten powtórzył w 1999 partnerując Jeffowi Tarango. Oprócz finałów w Paryżu został finalistą 8 innych imprez ATP World Tour.
Reprezentował Jugosławię i Chorwację na igrzyskach olimpijskich w 1988, 1992, 1996 i 2000. Był brązowym medalistą w grze pojedynczej i podwójnej (z Goranem Prpiciem) w 1992 w Barcelonie. Był także chorążym swoich ekip olimpijskich w Seulu i Barcelonie. W 1990 z Goranem Prpiciem i Slobodanem Živojinoviciem zdobył Drużynowy Puchar Świata. W 1996, występując z Ivą Majoli, został zwycięzcą Pucharu Hopmana. Wielokrotnie reprezentował kraj w Pucharze Davisa w singlu i deblu. Już po zakończeniu kariery znalazł się w reprezentacji powołanej na pierwszy w historii Chorwacji finał Pucharu Davisa w grudniu 2005, jednak w decydującym, zwycięskim meczu przeciwko Słowacji nie wystąpił.
W swoim kraju cieszył się, i wciąż cieszy, ogromną popularnością. Był zawodnikiem leworęcznym, na początku lat 90. regularnie zdobywającym najwięcej punktów bezpośrednio z serwisu w męskim cyklu rozgrywek zawodowych. Dysponował również dużym wyczuciem wolejowym; wielokrotnie zdobywał aplauz widowni efektownymi, akrobatycznymi zagraniami przy siatce.
Od września 2013 do lipca 2016 roku był trenerem  Marina Čilicia doprowadzając go do zwycięstwa w US Open 2014. W sierpniu zaczął współpracę jako szkoleniowiec z Tomášem Berdychem.
30 czerwca 2019 roku Novak Djoković potwierdził, że dodał Ivaniševicia do swojego zespołu trenerskiego.

### Finały w turniejach ATP World Tour
| Legenda                                      |
| -------------------------------------------- |
| Wielki Szlem                                 |
| Igrzyska olimpijskie                         |
| Tennis Masters Cup / ATP Finals              |
| ATP Masters Series / ATP Tour Masters 1000   |
| ATP International Series Gold / ATP Tour 500 |
| ATP International Series / ATP Tour 250      |

#### Gra pojedyncza (22–27)
| Końcowy wynik | Nr  | Data                 | Turniej           | Nawierzchnia    | Przeciwnik             | Wynik finału                  |
| ------------- | --- | -------------------- | ----------------- | --------------- | ---------------------- | ----------------------------- |
| Finalista     | 1.  | 28 maja 1989         | Florencja         | Ceglana         | Horacio de la Peña     | 4:6, 3:6                      |
| Finalista     | 2.  | 20 maja 1990         | Umag              | Ceglana         | Goran Prpić            | 3:6, 6:3, 4:6                 |
| Zwycięzca     | 1.  | 22 lipca 1990        | Stuttgart         | Ceglana         | Guillermo Pérez Roldán | 6:7, 6:1, 6:4, 7:6            |
| Finalista     | 3.  | 26 sierpnia 1990     | Long Island       | Twarda          | Stefan Edberg          | 6:7, 3:6                      |
| Finalista     | 4.  | 16 września 1990     | Bordeaux          | Ceglana         | Guy Forget             | 4:6, 3:6                      |
| Finalista     | 5.  | 30 września 1990     | Bazylea           | Twarda (hala)   | John McEnroe           | 7:6, 6:4, 6:7, 3:6, 4:6       |
| Zwycięzca     | 2.  | 23 czerwca 1991      | Manchester        | Trawiasta       | Pete Sampras           | 6:4, 6:4                      |
| Finalista     | 6.  | 18 sierpnia 1991     | New Haven         | Twarda          | Petr Korda             | 4:6, 2:6                      |
| Zwycięzca     | 3.  | 5 stycznia 1992      | Adelaide          | Twarda          | Christian Bergström    | 1:6, 7:6(5), 6:4              |
| Finalista     | 7.  | 9 lutego 1992        | Mediolan          | Dywanowa (hala) | Omar Camporese         | 6:3, 3:6, 4:6                 |
| Zwycięzca     | 4.  | 23 lutego 1992       | Stuttgart         | Dywanowa (hala) | Stefan Edberg          | 6:7(5), 6:3, 6:4, 6:4         |
| Finalista     | 8.  | 5 lipca 1992         | Wimbledon, Londyn | Trawiasta       | Andre Agassi           | 7:6(8), 4:6, 4:6, 6:1, 4:6    |
| Zwycięzca     | 5.  | 11 października 1992 | Sydney            | Twarda (hala)   | Stefan Edberg          | 6:4, 6:2, 6:4                 |
| Zwycięzca     | 6.  | 1 listopada 1992     | Sztokholm         | Dywanowa (hala) | Guy Forget             | 7:6(2), 4:6, 7:6(5), 6:2      |
| Finalista     | 9.  | 10 stycznia 1993     | Doha              | Twarda          | Boris Becker           | 6:7(4), 6:4, 5:7              |
| Finalista     | 10. | 16 maja 1993         | Rzym              | Ceglana         | Jim Courier            | 1:6, 2:6, 2:6                 |
| Zwycięzca     | 7.  | 19 września 1993     | Bukareszt         | Ceglana         | Andriej Czerkasow      | 6:2, 7:6(5)                   |
| Zwycięzca     | 8.  | 24 października 1993 | Wiedeń            | Dywanowa (hala) | Thomas Muster          | 4:6, 6:4, 6:4, 7:6(3)         |
| Finalista     | 11. | 31 października 1993 | Sztokholm         | Dywanowa (hala) | Michael Stich          | 6:4, 6:7(6), 6:7(3), 2:6      |
| Zwycięzca     | 9.  | 7 listopada 1993     | Paryż             | Twarda (hala)   | Andrij Medwediew       | 6:4, 6:2, 7:6(2)              |
| Finalista     | 12. | 20 lutego 1994       | Stuttgart         | Dywanowa (hala) | Stefan Edberg          | 6:4, 4:6, 2:6, 2:6            |
| Finalista     | 13. | 3 lipca 1994         | Wimbledon, Londyn | Trawiasta       | Pete Sampras           | 6:7(2), 6:7(5), 0:6           |
| Zwycięzca     | 10. | 7 sierpnia 1994      | Kitzbühel         | Ceglana         | Fabrice Santoro        | 6:2, 4:6, 4:6, 6:3, 6:2       |
| Finalista     | 14. | 18 września 1994     | Bukareszt         | Ceglana         | Franco Davín           | 2:6, 4:6                      |
| Zwycięzca     | 11. | 16 października 1994 | Tokio             | Dywanowa (hala) | Michael Chang          | 6:4, 6:4                      |
| Finalista     | 15. | 30 października 1994 | Sztokholm         | Dywanowa (hala) | Boris Becker           | 6:4, 4:6, 3:6, 6:7(4)         |
| Finalista     | 16. | 14 maja 1995         | Hamburg           | Ceglana         | Andrij Medwediew       | 3:6, 2:6, 1:6                 |
| Zwycięzca     | 12. | 17 grudnia 1995      | Monachium         | Dywanowa (hala) | Todd Martin            | 7:6, 6:3, 6:4                 |
| Finalista     | 17. | 14 stycznia 1996     | Sydney            | Twarda          | Todd Martin            | 7:5, 3:6, 4:6                 |
| Zwycięzca     | 13. | 4 lutego 1996        | Zagrzeb           | Dywanowa (hala) | Cédric Pioline         | 3:6, 6:3, 6:2                 |
| Zwycięzca     | 14. | 18 lutego 1996       | Dubaj             | Twarda          | Albert Costa           | 6:4, 6:3                      |
| Finalista     | 18. | 25 lutego 1996       | Antwerpia         | Dywanowa (hala) | Michael Stich          | 3:6, 2:6, 6:7(5)              |
| Zwycięzca     | 15. | 3 marca 1996         | Mediolan          | Dywanowa (hala) | Marc Rosset            | 6:3, 7:6(3)                   |
| Zwycięzca     | 16. | 10 marca 1996        | Rotterdam         | Dywanowa (hala) | Jewgienij Kafielnikow  | 6:4, 3:6, 6:3                 |
| Finalista     | 19. | 31 marca 1996        | Miami             | Twarda          | Andre Agassi           | 0:3 krecz                     |
| Finalista     | 20. | 18 sierpnia 1996     | Indianapolis      | Twarda          | Pete Sampras           | 6:7(3), 5:7                   |
| Zwycięzca     | 17. | 10 listopada 1996    | Moskwa            | Dywanowa (hala) | Jewgienij Kafielnikow  | 3:6, 6:1, 6:3                 |
| Finalista     | 21. | 8 grudnia 1996       | Monachium         | Dywanowa (hala) | Boris Becker           | 3:6, 4:6, 4:6                 |
| Zwycięzca     | 18. | 2 lutego 1997        | Zagrzeb           | Dywanowa (hala) | Greg Rusedski          | 7:6(4), 4:6, 7:6(6)           |
| Finalista     | 22. | 16 lutego 1997       | Dubaj             | Twarda          | Thomas Muster          | 5:7, 6:7(3)                   |
| Zwycięzca     | 19. | 2 marca 1997         | Mediolan          | Dywanowa (hala) | Sergi Bruguera         | 6:2, 6:2                      |
| Finalista     | 23. | 15 czerwca 1997      | Londyn            | Trawiasta       | Mark Philippoussis     | 5:7, 3:6                      |
| Zwycięzca     | 20. | 12 października 1997 | Wiedeń            | Dywanowa (hala) | Greg Rusedski          | 3:6, 6:7(4), 7:6(4), 6:2, 6:3 |
| Zwycięzca     | 21. | 8 lutego 1998        | Split             | Dywanowa (hala) | Greg Rusedski          | 7:6(3), 7:6(5)                |
| Finalista     | 24. | 5 lipca 1998         | Wimbledon, Londyn | Trawiasta       | Pete Sampras           | 7:6(2), 6:7(9), 4:6, 6:3, 2:6 |
| Finalista     | 25. | 23 sierpnia 1998     | New Haven         | Twarda          | Karol Kučera           | 4:6, 7:5, 2:6                 |
| Finalista     | 26. | 11 października 1998 | Szanghaj          | Dywanowa (hala) | Michael Chang          | 6:4, 1:6, 2:6                 |
| Finalista     | 27. | 15 listopada 1998    | Moskwa            | Dywanowa (hala) | Jewgienij Kafielnikow  | 6:7(2), 6:7(5)                |
| Zwycięzca     | 22. | 8 lipca 2001         | Wimbledon, Londyn | Trawiasta       | Patrick Rafter         | 6:3, 3:6, 6:3, 2:6, 9:7       |

#### Gra podwójna (9–10)
| Końcowy wynik | Nr  | Data                 | Turniej            | Nawierzchnia    | Partner         | Przeciwnicy                         | Wynik finału  |
| ------------- | --- | -------------------- | ------------------ | --------------- | --------------- | ----------------------------------- | ------------- |
| Zwycięzca     | 2.  | 23 października 1988 | Frankfurt          | Dywanowa (hala) | Rudiger Haas    | Jeremy Bates Tom Nijssen            | 1:6, 7:5, 6:3 |
| Finalista     | 1.  | 1 października 1989  | Palermo            | Ceglana         | Diego Nargiso   | Peter Ballauff Rudiger Haas         | 2:6, 7:6, 4:6 |
| Finalista     | 2.  | 18 lutego 1990       | Bruksela           | Dywanowa (hala) | Balázs Taróczy  | Emilio Sánchez Slobodan Živojinović | 5:7, 3:6      |
| Finalista     | 3.  | 10 czerwca 1990      | French Open, Paryż | Ceglana         | Petr Korda      | Sergio Casal Emilio Sánchez         | 5:7, 3:6      |
| Finalista     | 4.  | 19 sierpnia 1990     | New Haven          | Twarda          | Petr Korda      | Jeff Brown Scott Melville           | 6:2, 5:7, 0:6 |
| Zwycięzca     | 2.  | 10 lutego 1991       | Mediolan           | Dywanowa (hala) | Omar Camporese  | Tom Nijssen Cyril Suk               | 6:4, 7:6      |
| Zwycięzca     | 3.  | 19 maja 1991         | Rzym               | Ceglana         | Omar Camporese  | Luke Jensen Laurie Warder           | 6:2, 6:3      |
| Zwycięzca     | 4.  | 23 czerwca 1991      | Manchester         | Trawiasta       | Omar Camporese  | Nick Brown Andrew Castle            | 6:4, 6:3      |
| Finalista     | 5.  | 21 lipca 1991        | Stuttgart          | Ceglana         | Omar Camporese  | Wally Masur Emilio Sánchez          | 6:4, 3:6, 4:6 |
| Zwycięzca     | 5.  | 5 stycznia 1992      | Adelaide           | Twarda          | Marc Rosset     | Mark Kratzmann Jason Stoltenberg    | 7:6, 7:6      |
| Finalista     | 6.  | 14 czerwca 1992      | Londyn             | Trawiasta       | Diego Nargiso   | John Fitzgerald Anders Järryd       | 4:6, 6:7      |
| Finalista     | 7.  | 16 kwietnia 1995     | Barcelona          | Ceglana         | Andrea Gaudenzi | Trevor Kronemann David Macpherson   | 2:6, 4:6      |
| Finalista     | 8.  | 6 sierpnia 1995      | Los Angeles        | Twarda          | Scott Davis     | Brent Haygarth Kent Kinnear         | 4:6, 6:7      |
| Zwycięzca     | 6.  | 17 września 1995     | Bordeaux           | Twarda          | Saša Hiršzon    | Henrik Holm Danny Sapsford          | 6:3, 6:4      |
| Zwycięzca     | 7.  | 3 marca 1996         | Mediolan           | Dywanowa (hala) | Andrea Gaudenzi | Guy Forget Jakob Hlasek             | 6:4, 7:5      |
| Zwycięzca     | 8.  | 2 lutego 1997        | Zagrzeb            | Dywanowa (hala) | Saša Hiršzon    | Brent Haygarth Mark Keil            | 6:4, 6:3      |
| Zwycięzca     | 9.  | 16 lutego 1997       | Dubaj              | Twarda          | Sander Groen    | Sandon Stolle Cyril Suk             | 7:6, 6:3      |
| Finalista     | 9.  | 6 czerwca 1999       | French Open, Paryż | Ceglana         | Jeff Tarango    | Mahesh Bhupathi Leander Paes        | 2:6, 5:7      |
| Finalista     | 10. | 1 sierpnia 1999      | Los Angeles        | Twarda          | Brian MacPhie   | Byron Black Wayne Ferreira          | 2:6, 6:7(4)   |

### Starty wielkoszlemowe

#### Gra pojedyncza
| Turniej         | 1988 | 1989 | 1990 | 1991 | 1992 | 1993 | 1994 | 1995 | 1996 | 1997 | 1998 | 1999 | 2000 | 2001 | 2002 | 2003 | 2004 | Bilans w turnieju |
| --------------- | ---- | ---- | ---- | ---- | ---- | ---- | ---- | ---- | ---- | ---- | ---- | ---- | ---- | ---- | ---- | ---- | ---- | ----------------- |
| Australian Open | –    | QF   | 1R   | 3R   | 2R   | –    | QF   | 1R   | 3R   | QF   | 1R   | –    | 2R   | –    | 2R   | –    | –    | 19–11             |
| French Open     | –    | 4R   | QF   | 2R   | QF   | 3R   | QF   | 1R   | 4R   | 1R   | 1R   | 1R   | 1R   | –    | –    | –    | –    | 21–12             |
| Wimbledon       | 1R   | 2R   | SF   | 2R   | F    | 3R   | F    | SF   | QF   | 2R   | F    | 4R   | 1R   | W    | –    | –    | 3R   | 49–14             |
| US Open         | –    | 2R   | 3R   | 4R   | 3R   | 2R   | 1R   | 1R   | SF   | 1R   | 4R   | 3R   | 1R   | 3R   | –    | –    | –    | 21–13             |
| Bilans spotkań  | 0–1  | 9–4  | 11–4 | 7–4  | 13–4 | 5–3  | 14–4 | 5–4  | 14–4 | 5–4  | 9–4  | 5–3  | 1–4  | 9–1  | 1–1  | 0–0  | 2–1  | 110–50            |

#### Gra podwójna
| Turniej         | 1989 | 1990 | 1991 | 1992 | 1993 | 1994 | 1995 | 1996 | 1997 | 1998 | 1999 | 2000 | Bilans w turnieju |
| --------------- | ---- | ---- | ---- | ---- | ---- | ---- | ---- | ---- | ---- | ---- | ---- | ---- | ----------------- |
| Australian Open | 1R   | 2R   | 1R   | 1R   | –    | 2R   | –    | –    | 1R   | 1R   | –    | 1R   | 2–7               |
| French Open     | 3R   | F    | 2R   | 1R   | QF   | –    | –    | –    | 1R   | 1R   | F    | 2R   | 17–9              |
| Wimbledon       | 3R   | 1R   | 2R   | 1R   | 3R   | –    | –    | –    | –    | –    | –    | –    | 5–5               |
| US Open         | 3R   | 2R   | 2R   | 2R   | 2R   | –    | –    | 2R   | QF   | 1R   | 1R   | –    | 10–8              |
| Bilans spotkań  | 6–4  | 7–4  | 3–4  | 1–4  | 6–2  | 1–0  | 0–0  | 1–1  | 3–3  | 0–3  | 5–2  | 1–2  | 34–29             |

## Odznaczenia
- Order Księcia Branimira (2017)[15]